# 조지프 몬토야
조지프 매뉴얼 몬토야(Joseph Manuel Montoya, 1915년 9월 24일, 뉴멕시코주 페냐블랑카 ~ 1978년 6월 5일, 워싱턴 D.C.)은 미국의 정치인으로 뉴멕시코 주지사이다.

## 학력
- 레지스 대학 인문사회 학사
- 조지타운 대학교 법학학사

## 경력
- 1936 ~ 1940 제13·14대 미국 뉴멕시코주 하원의원
- 1940 ~ 1947 제15·16·17대 미국 뉴멕시코주 상원의원
- 1947.01 ~ 1951.01 제14대 뉴멕시코 부지사
- 1955.01 ~ 1957.04 제16대 뉴멕시코 부지사
- 1957.04 ~ 1964.11 제85·86·87·88대 미국 뉴멕시코 광역구 연방하원의원
- 1964.11 ~ 1977.01 제88·89·90·91·92·93·94대 뉴멕시코주 연방상원의원

## 역대 선거 결과
| 선거명        | 직책명                         | 대수 | 정당   | 득표율 | 득표수    | 결과 | 당락                     |
| ------------- | ------------------------------ | ---- | ------ | ------ | --------- | ---- | ------------------------ |
| 1946년 선거   | 뉴멕시코 부지사                | 14대 | 민주당 | 53.09% | 68,938표  | 1위  | 뉴멕시코 부지사 당선     |
| 1948년 선거   | 뉴멕시코 부지사                | 14대 | 민주당 | 58.57% | 109,806표 | 1위  | 뉴멕시코 부지사 당선     |
| 1954년 선거   | 뉴멕시코 부지사                | 16대 | 민주당 | 56.86% | 108,571표 | 1위  | 뉴멕시코 부지사 당선     |
| 1956년 선거   | 뉴멕시코 부지사                | 16대 | 민주당 | 52.03% | 128,714표 | 1위  | 뉴멕시코 부지사 당선     |
| 1957년 재선거 | 하원의원 (뉴멕시코 광역선거구) | 85대 | 민주당 | 53.02% | 72,889표  | 1위  | 뉴멕시코주 하원의원 당선 |
| 1958년 선거   | 하원의원 (뉴멕시코 광역선거구) | 86대 | 민주당 | 32.47% | 124,924표 | 1위  | 뉴멕시코주 하원의원 당선 |
| 1960년 선거   | 하원의원 (뉴멕시코 광역선거구) | 87대 | 민주당 | 58.63% | 176,514표 | 1위  | 뉴멕시코주 하원의원 당선 |
| 1962년 선거   | 하원의원 (뉴멕시코 광역선거구) | 88대 | 민주당 | 52.53% | 128,651표 | 1위  | 뉴멕시코주 하원의원 당선 |
| 1964년 선거   | 상원의원 (뉴멕시코 제1부)      | 89대 | 민주당 | 54.70% | 178,209표 | 1위  | 뉴멕시코주 상원의원 당선 |
| 1970년 선거   | 상원의원 (뉴멕시코 제1부)      | 92대 | 민주당 | 52.26% | 151,486표 | 1위  | 뉴멕시코주 상원의원 당선 |
| 1976년 선거   | 상원의원 (뉴멕시코 제1부)      | 95대 | 민주당 | 42.70% | 176,382표 | 2위  | 낙선                     |